# Kisberény
Kisberény község Somogy vármegyében, a Fonyódi járásban.

## Fekvése
Kisberény Somogy vármegye északi részén, a Balatontól 15 kilométerre délre, a Pogány folyó völgyében fekszik. Területén áthalad a Kaposvár-Fonyód közti 6701-es út is, de központja csak az abból délkelet felé kiágazó 67 113-as számú mellékúton érhető el.

## Története
A település neve először az 1332-1337. évi pápai tizedjegyzékben fordult elő Beren alakban, mivel ekkor a somogyi főesperességnek már plébániája volt itt. Két évszázad múltán, 1536-ban két Kisberény került az adólajstromba. Az egyik Török Bálint birtoka volt, a másikon Peresznei Istvánné, Peresznei Egyed, Lengyel Boldizsár és a Szentmiklósi Pálos Rend osztoztak. A Pannonhalmi Bencés Főapátság 1660. évi dézsmaváltság jegyzéke már Pető László jószágaként tünteti fel a környéket, mely fél évszázaddal később a pribéri Jankovich család tulajdonába került és maradt egészen a 20. század első harmadáig. 1914-ben Jankovich-Bésán József volt itt a földesúr. Ekkor a településhez tartozott Gyula-puszta és Lippa-puszta is.
Kisberényben olyan közeli a zöld erdőség, mely a völgyben fekvő apró települést körülöleli, hogy a kertek vége a rengeteg széléig fut. Jellemző fafajok e vidéken a méhészek kedvelte akác, valamint az enyhe dombokon és a védett völgyekben egyaránt jól terebélyesedő tölgy- és cserfa.

## Közélete

### Polgármesterei
- 1990–1994: Harangozó Gyula (független)[3]
- 1994–1998: Harangozó Gyula (független)[4]
- 1998–2002: Spanics Róbertné (független)[5]
- 2002–2006: Spanics Róbertné (független)[6]
- 2006–2010: Spanics Róbertné (független)[7]
- 2010–2014: Horváth Krisztián (független)[8]
- 2014–2019: Horváth Krisztián (független)[9]
- 2019–2024: Baloghné Varga Zsanett (független)[10]
- 2024– : Baloghné Varga Zsanett (független)[1]

A településen 2019. november 10-én azért kellett megismételt polgármester-választást (és képviselő-testületi választást) tartani, mert a területi választási bizottság megsemmisítette az október 13-i, rendes voksolás eredményét és új szavazást rendelt el. A bizottság döntése mögött az állt, hogy a községben rövid időn belül csaknem megduplázódott a helyi lakcímmel rendelkező választásra jogosultak száma, minden bizonnyal jogellenesen.

## Népesség
A település népességének változása:
| Lakosok száma | 183  | 189  | 206  | 196  | 213  | 178  | 194  | 185  |
|               | 2013 | 2014 | 2015 | 2016 | 2021 | 2022 | 2023 | 2024 |

A 2011-es népszámlálás során a lakosok 93%-a magyarnak, 22,2% cigánynak, 0,6% németnek mondta magát (7% nem nyilatkozott; a kettős identitások miatt a végösszeg nagyobb lehet 100%-nál). A vallási megoszlás a következő volt: római katolikus 53,2%, református 3,2%, evangélikus 0,6%, felekezet nélküli 19,6% (23,4% nem nyilatkozott).
2022-ben a lakosság 75,3%-a vallotta magát magyarnak, 11,2% cigánynak, 1,1% németnek, 0,6% ukránnak, 0,6% horvátnak, 0,6% szlovénnek, 0,6% szerbnek, 2,8% egyéb, nem hazai nemzetiségűnek (20,8% nem nyilatkozott; a kettős identitások miatt a végösszeg nagyobb lehet 100%-nál). Vallásuk szerint 47,8% volt római katolikus, 4,5% egyéb katolikus, 7,3% felekezeten kívüli (39,3% nem válaszolt).